# IBM 650

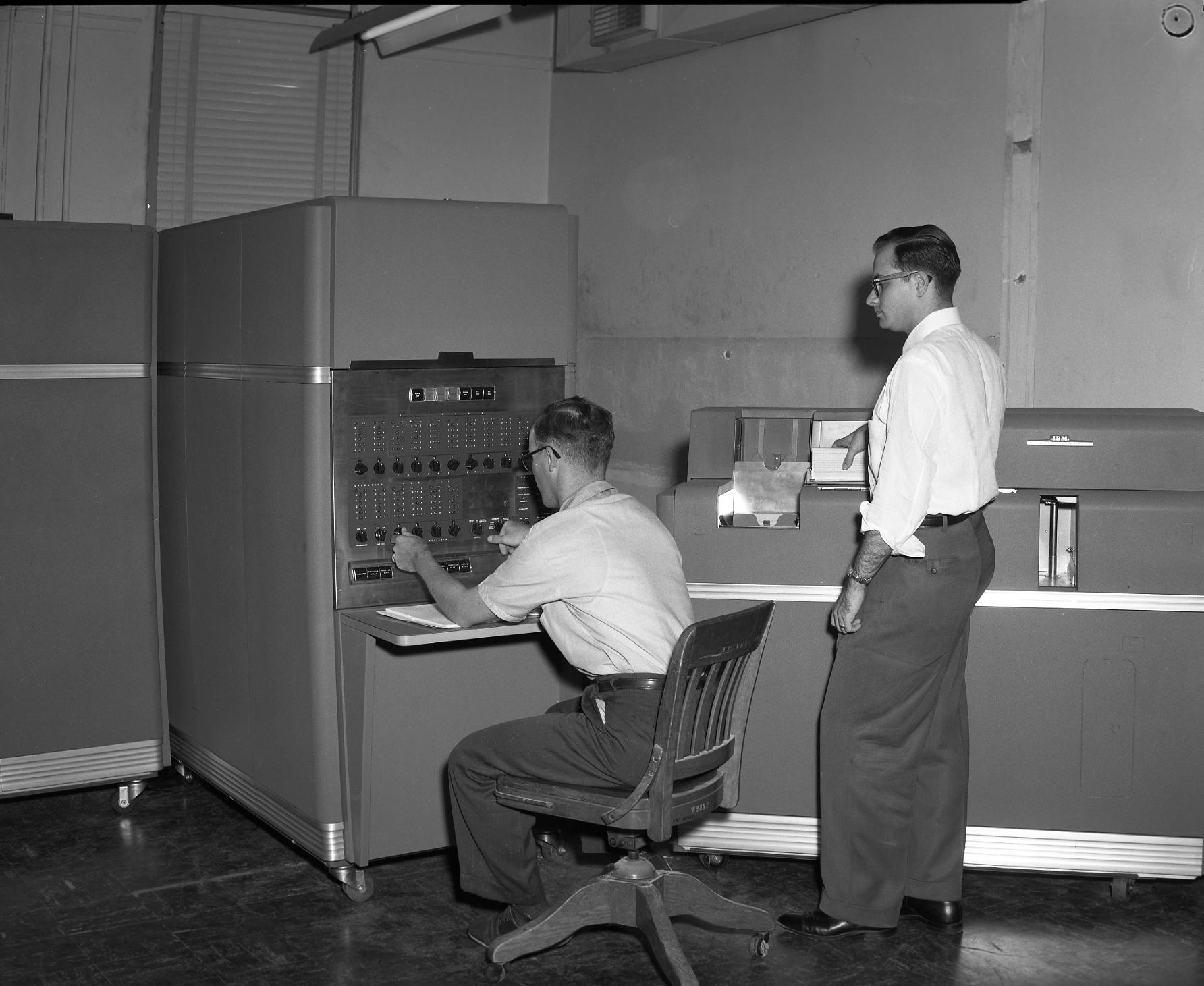
Eine IBM 650 an der Texas A&M Universität.

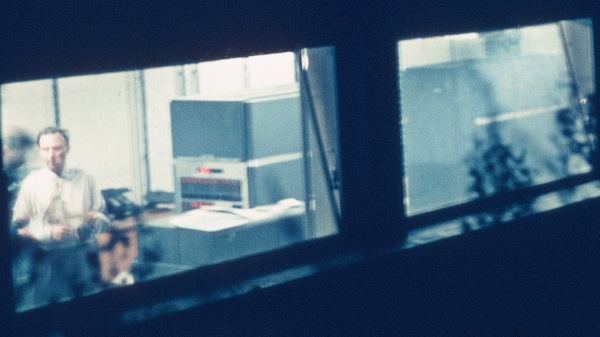
IBM 650, Herbst 1957 bei Nacht mit Anwender Rolf Hagedorn (CERN), Lochkarteneinheit, Rechner und Stromversorgungseinheit

Die IBM 650 wurde von IBM zwischen 1953 und 1962 als Großrechner angeboten. IBM brachten den Computer 1954 auf den Markt. Der Computer arbeitete mit Elektronenröhren und Trommelspeicher. Es wurden 2000 Einheiten produziert, was die IBM 650 zum ersten in Serie hergestellten Computer macht. Der Rechner zählte zu den Dezimalrechnern.

## Geschichte
Bei dem Rechner fand biquinärer Dezimalcode Anwendung, d. h. die Daten und Adressen wurden dezimal dargestellt. Der Computer war für wissenschaftliche Anwender sowie für bisherige Benutzer von Tabelliermaschinen gedacht. Die IBM 650 galt als relativ einfach zu programmieren.
Er wurde im IBM-Labor in Endicott entwickelt, während gleichzeitig die IBM-Fabrik in Poughkeepsie die 700er Serie entwickelte. Ursprünglich sah man nur einen Bedarf von 50 Computern der Serie, der die Industrie mit dem Konzept moderner Computer nach dem Von-Neumann-Architektur-Konzept vertraut machen sollte. Mitte der 1950er Jahre schraubte IBM die Schätzung auf über 700 Stück hoch. Im Jahr 1956 gab es bereits 300 installierte Computer, weit mehr als von der 700er Serie. Bis zum Produktionsende 1962 wurden rund 2000 installiert. Er war damit der zu seiner Zeit erfolgreichste elektronische Computer.
Die Entwicklung der IBM 650 wurde von Frank E. Hamilton geleitet.
Die Hauptverwaltung der Allianz in München erhielt Anfang 1956 eine IBM 650 als ersten kommerziell betriebenen Rechner in Deutschland zur Berechnung von Versicherungsstatistiken. An der TH Darmstadt wurde am 11. Februar 1957 eine mit Mitteln der DFG erworbene IBM 650 durch das Institut für Praktische Mathematik unter der Leitung von Alwin Walther in Betrieb genommen. Es wurden Vorlesungen mit Übungen über die Programmierung der IBM 650 abgehalten, sodass an der IBM 650 alle Studenten der Hochschule das Programmieren erlernen konnten.

## Hardware
Die Grundausstattung des Rechners bestand aus:
- Konsoleneinheit (IBM 650)
- Netzspannungseinheit (IBM 655)
- Kartenleser und -stanzer (IBM 533 oder IBM 537)

Der Rechner konnte bei Auftreten eines Programmfehlers automatisch im Programm zurückspringen und das Programm erneut durchlaufen, was eine erhebliche Zeitersparnis gegenüber manueller Neueingabe zur Überprüfung bedeutete.
Außerdem hatte er einen Magnettrommelspeicher, daher auch der offizielle Name IBM 650 Magnetic Drum Data Processing Machine.